# Muzeul Șvăbesc
Muzeul Șvăbesc este un muzeu județean din Petrești, amplasat în nr. 405. Localitatea este situată la 43 km de municipiul Satu Mare, pe drumul DN 19 Satu Mare–Oradea. Casa muzeul este una dintre cele mai reprezentative pentru arhitectura populară șvăbească. Construită în 1881, perpendiculară pe șosea, are o componență de patru camere, două holuri, două bucătării, două pivnițe, casa terminându-se cu un grajd pentru animale. Pe toată lungimea ei are un târnaț sprijinit pe stâlpi de lemn, fixați în tălpi de fontă, iar în partea superioară având ornamente florale traforate. Camerele sunt mobilate cu piese de brad confecționate de meșteri locali, ornamentate prin pictură cu motive florale și vegetale stilizate, specifice șvabilor. Sunt prezentate obiectele utilizate în industria casnică textilă începând de la meliță, pieptene de fuioare, furci de tors, vârtelniță până la război de țesut. În componența gospodăriei se află și ”goreul”, continuat de o construcție de mari dimensiuni, șura care adăpostește utilajele agricole. Colecția muzeală funcționează ca filiala Muzeului Județean Satu Mare.
Casa care adăpostește muzeul este datată 1881 și este compusă din patru camere, două holuri, o bucătărie și două pivnițe (una pentru păstrarea vinului).